# ال گیلانو
ال گیلانو یا شهرآورد گیلان یا گیل کلاسیک رقابت تیم‌های فوتبال شهرهای رشت و بندر انزلی از استان گیلان است که یکی از شهرآوردها در فوتبال ایران محسوب می‌گردد. این شهرآورد یکی از حساس‌ترین مسابقات فوتبال در کشور ایران بین تیم‌های رشت و بندرانزلی است که در سال ۱۳۵۵ با رویارویی سپیدرود و ملوان در اولین تقابل جدی فوتبال رشت و انزلی در اولین دوره جام حذفی کلید خورد. این بازی که با تمام حواشی به وجود آمده به نفع شاگردان بهمن صالح‌نیا با دو گل غفور جهانی و عزیز اسپندار در مقابل تک گل حسین کامیاب خاتمه یافت و اولین شکست فوتبال رشت در نخستین دربی گیلان بود و سرآغازی برای این رقابت جذاب شد. حساسیت نبرد تیم‌های داماش و ملوان و سپیدرود و ملوان هرگز به جایگاه و موقعیت دو تیم در فوتبال ایران ربطی ندارد، این دیدار حساس و سرنوشت ساز است چون هیچ‌کدام از دو تیم هرگز نمی‌خواهند که در مقابل حریف خود شکست بخورند.

## تاریخچه

ملوان پس از قهرمانی در جام حذفی

ابتدا این شهرآورد نبرد بین دو تیم سرخ پوشان سپیدرود و سپید پوشان ملوان بازمی‌گردد. پس از اینکه سالها ملوان به تنهایی پرچمدار فوتبال شمال کشور بود و شمالی ها را به ورزشگاه می کشاند و به تنهایی در جام تخت جمشید یکه تازی می کرد، در سال ۱۳۵۳ و پس از تاسیس و ظهور سپیدرود رشت، شور و حال خاصی در گیلان شکل گرفت. سپیدرود پس از تاسیس در سال ۱۳۵۳ رقیب جدیدی برای ملوان در استان گیلان نام گرفت. دو تیم ریشه دار و قدیمی در فوتبال ایران که اوج رقابت‌های این دو تیم به لیگ گیلان مربوط می‌شود و در زمانی که هنوز لیگ فوتبال سراسری در ایران راه‌اندازی نشده بود.
به دلیل افت سپیدرود و حضور مستمر و طولانی مدت نماینده رشت در دسته‌های پایین‌تر فوتبال ایران طی سالیان متوالی، سبب شده که دیدارهای دوستانه و بعضاً رسمی این دو تیم از جذابیت و حساسیت خاصی همانند گذشته برخوردار نباشد. اما کماکان فوتبال دوستان قدیمی گیلان این دو باشگاه را رقبای سنتی دربی گیلان می‌شناسند.
در سال‌های گذشته و با شروع لیگ برتر در ایران تیم داماش گیلان که پیش از آن با دونام دیگر استقلال رشت و پگاه گیلان بازی می‌کرد نماینده رشت در دربی گیلان شده بود اما با بازگشت سپیدرود به دسته یک در سال ۱۳۹۵ و سقوط ملوان از لیگ برتر در همان سال این رقابت باری دیگر به شکل سنتی خود ادامه یافت.
هواداران فوتبال گیلان همیشه با حضور پر رنگ خود در این رقابت بر جذابیت آن افزوده‌اند. حضور سه باشگاه قدیمی و ریشه دار استان گیلان در این مسابقه باعث افزایش حساسیت این این بازی در بین مردم شده‌است.
رکورد بیشترین تعداد تماشاگر در این مسابقات مربوط به بازی برگشت دو تیم سپیدرود و ملوان در ورزشگاه عضدی رشت در دسته یک فوتبال ایران در سال ۱۳۹۶ است که طبق آمار رسمی سازمان لیگ ۲۵۰۰۰ هوادار گیلانی (در ورزشگاه ۱۵۰۰۰ نفری) از نزدیک ناظر این بازی بودند.

## تاریخ تأسیس باشگاه‌ها
داماش: در سال ۱۳۳۹ با نام تاج رشت تاسیس شد.
سپیدرود: در سال ۱۳۵۳ هجری خورشیدی توسط زنده یاد غلامرضا صومی شکل گرفت.
ملوان: در سال ۱۳۴۸ در بندر انزلی توسط بهمن صالح نیا (پدر فوتبال گیلان) بنیان‌گذاری شد.
این تیم در جام حذفی که تنها مسابقات قهرمانی کشور در آن زمان بود موفق به کسب سه عنوان قهرمانی و چهار عنوان نایب قهرمانی شده است.
ملوان سه بار با حضور در جام باشگاه های آسیا افتخاری دیگر برای شمال کشور به ارمغان آورد. شایان ذکر است ملوان در سال ۱۳۶۶ قهرمان غرب آسیا در مسابقات جام باشگاه های آسیا شد که به سبب شرایط جنگی ایران در آن سالها از راهیابی به فینال انصراف داد.

## آمار و نتایج بازی‌ها
این سه تیم تاکنون در ۶۸ بازی رسمی به مصاف هم رفته‌اند که سهم ملوانان ۲۴ برد، سهم سپیدرودی‌ها ۱۰ پیروزی و سهم داماشی‌ها ۹ برد بوده‌است. ۲۵ تساوی برای ملوان، ۱۵ تساوی برای سپیدرود و ۱۰ تساوی برای داماش نیز صورت گرفته‌است. (به دلیل اینکه اکثر این دیدارها در دهه پنجاه و شصت شمسی صورت گرفته‌است آمار ارائه شده قابل استناد نمی‌باشد)
در این بین سیروس قایقران کاپیتان ملوان و حمیدرضا منصوری مهاجم سپیدرود بهترین گلزنان تاریخ دربی‌ها می‌باشند.

### آمار و نتایج کل

#### رویارویی‌های سپیدرود و ملوان
۱- سال ۱۳۵۶ نخستین رویارویی رسمی فوتبال رشت و انزلی با نبرد سپیدرود و ملوان در جام حذفی ایران در تک بازی ورزشگاه انزلی رقم خورد.
سپیدرود که به تازگی تاسیس شده بود و بدون تجربه بازی رسمی رقیب جدیدی برای ملوان کهنه کار به شمار می رفت در این بازی شرکت جست و با تمام حواشی به وجود آمده بازی به نفع شاگردان بهمن صالح نیا با دو گل غفور جهانی و عزیز اسپندار در مقابل تک گل کامیاب خاتمه یافت.
در این مسابقه کاوه کاویانپور (پدر حامد کاویانپور) که همان سال از ملوان به سپیدرود تازه تاسیس آمده بود شب مسابقه مصدوم شد و به جای او هوشنگ امجدی دروازه‌بان دوم سپیدرود در چارچوب ایستاده بود.
بهمن صالح نیا و فریدون عسگرزاده مربیان دو تیم بودند.
۲- نخستین بازی دو تیم پس از انقلاب مربوط می‌شود به یک تورنمنت دوستانه به نام جام انقلاب در رشت که سپیدرود موفق شد با تک گل حمیدرضا منصوری علاوه بر شکست ملوان و کسب مقام قهرمانی به نخستین برد خود برابر ملوان دست پیدا کند.
۳- سال ۱۳۶۱ سپیدرود و ملوان سه بار با هم مصاف دادند یک بازی دوستانه در جام دامپروری و دو بازی رسمی در لیگ گیلان. در جام دامپروری رشت سپیدرود توانست با دو گل حمیدرضا منصوری و رسول حقدوست در برابر تک گل احمد اسپندار ملوان را شکست دهد.
۴- در همان سال سپیدرود در لیگ گیلان در یک بازی نفس گیر با دو گل ملوان را مغلوب کرد. گل اول بازی را مهرداد هوشنگی و گل دوم را حمیدرضا منصوری به ثمر رساند این بازی رفت دو تیم بود.
۵- سال ۱۳۶۱ در بازی برگشت در انزلی دیدار دو تیم با نتیجه ۰–۰ به پایان رسید. سرمربیگری ملوان را بهمن صالح نیا و سرمربیگری سپیدرود را احمد صومی برعهده داشت.
۶ و ۷- بی شک جنجالی‌ترین داربی تاریخ دو تیم به سال ۱۳۶۲ بر می‌گردد که تصمیمات بحث‌برانگیز رئیس وقت هیئت فوتبال گیلان در نیمه نهایی لیگ گیلان موجب شد که آتش خشمی که از این مسابقه شعله‌ور شود تا سال‌ها دامن فوتبال گیلان را در بر بگیرد.
اوج فاجعه زمانی روی داد که وقتی مسابقه رفت دو تیم در رشت با نتیجه صفر بر صفر مساوی شد و بازی برگشت در حالی که در پایان ۹۰ دقیقه با تساوی یک بر یک به پایان رسیده بود و بر طبق قوانین بدیهی فوتبال به دلیل احتساب دو برابر بودن گل مهمان در خانه حریف، باید بازی به سود سپیدرود خاتمه پیدا می‌کرد، با دستور ایرج زهرابی مسابقه به وقت اضافه کشیده شد!
در آن دیدار سپیدرود خوب شروع کرد و شوت محمد احمدپور دروازه ملوان را باز کرد، اما در دقیقه ۷۰ یک پنالتی درست برای ملوان گرفته شد و پنالتی را غفور جهانی نواخت و مصطفی خمامی آن را مهار کرد و در حالی که تماشاگران میزبان فریاد می‌زدند یا مرگ یا پنالتی، داور آن بازی (علی رضا قویدست) اعلام کرد که غفور پیش از سوت او ضربه را زده و باید پنالتی تکرار شود! در کمال تعجب این بار محمد قدیربحری پشت پنالتی تکراری ایستاد و توانست گل تساوی ملوان را به ثمر برساند.
بازی در نهایت یک بر یک به پایان رسید و در حالی که سپیدرودی‌ها مشغول شادی بودند به دستور زهرابی، داور رای به ادامه بازی در وقت‌های اضافه داد و علی‌رغم سرباز زدن‌های اولیه رشتی‌ها در نهایت بازی به وقت‌های اضافه برگزار شد و در حالی که بازی به دقیقه ۱۲۰ و شروع پنالتی‌ها نزدیک می‌شد قایقران در نخستین بازی رسمی عمرش با یک شوت راه دور بی نظیر در دقیقه ۱۱۸ استادیوم را منفجر کرد و ملوان را به دیدار پایانی لیگ گیلان فرستاد.
در پایان مسابقه هواداران دو تیم به جان هم افتادند و محمد بوقی، بوقچی معروف سپیدرود و پرسپولیس با ضربات چاقو راهی بیمارستان شد و حواشی این مسابقه آنقدر بزرگ بود که رئیس هیئت فوتبال تا مدت‌ها در دفتر کارش در رشت حاضر نمی‌شد و برگزاری مسابقه فینال ملوان با پاس انزلی تا ۲ ماه به تعویق افتاد و فوتبال استان به نوعی تعطیل شد.
البته کینه و خشم آن تصمیم عجیب همچنان تا امروز در دل سپیدرودی‌ها باقی مانده‌است.
۸ و ۹- سال ۱۳۶۳ پس از آن مسابقه جنجالی آرامش پس از توفان به وقوع پیوست و دو تیم در چارچوب لیگ گیلان در هر دو بازی رفت و برگشت به تساوی بدون گل رسیدند.
۱۰- سال ۱۳۶۴ طلایی‌ترین سال سپیدرود در برابر ملوان بود که هم در بازی رفت و هم برگشت ملوان را شکست داد. قرمزپوشان دیدار رفت را در انزلی با نتیجه دو بر صفر با دو گل حاجی پور و رسول حقدوست به سود خود پایان دادند.
۱۱- بازی برگشت را بازهم سپیدرود در رشت با گل حاجی پور با نتیجه یک بر صفر به سود خود به پایان رساند در این سال سپیدرود قهرمان لیگ گیلان شد که در بحبوحه جنگ و نبود لیگ سراسری بعد از لیگ استانی تهران، یکی از جذاب‌ترین و پرتماشاگرترین لیگ‌های کشور بود. بهمن صالح نیا مربی ملوان و احمد صومی مربی سپیدرود بود و پس از این دو شکست صالح نیا با یک جوانگرایی بنیادی اقدام به بازسازی ملوان کرد.
۱۲- سال ۱۳۶۵ این دو تیم سه بار برابر هم قرار گرفتند. در بازی رفت لیگ گیلان در انزلی ملوان با دو گل حمید محمدیان و احمد اسپندار برادر عزیز اسپندار به پیروزی رسید.
۱۳- بازی برگشت در رشت یک بر یک مساوی شد که گل ملوان را محمد احمدزاده به ثمر رساند و احمد صومی برای جبران گل خورده سید علی محمدی دفاع آخر خود را به عنوان فوروارد نوک به زمین فرستاد تا همین بازیکن گل تساوی رشتی‌ها را به ثمر برساند.
۱۴- همان سال ۶۵ ملوان به مقام قهرمانی جام حذفی ایران رسید و در واقع اغراق نیست اگر بگوییم قوی‌ترین ملوان تاریخ پس از انقلاب شکل گرفته بود و پیش از حضور ملوان در بازی‌های آسیایی در یک مسابقه دوستان در رشت موفق شد تا سپیدرود را با دو گل احمدزاده شکست دهد.
۱۵ و ۱۶- در سال ۱۳۶۶ جالب‌ترین بازی دو تیم که نتیجه آن را یک بازیکن رقم زد، انجام شد. بازی رفت لیگ گیلان در انزلی صفر بر صفر به پایان رسید و در بازی برگشت در رشت سیروس قایقران با۲۶ سال سن با دو شوت راه دور دروازه پرویز مسعودی سنگربان سپیدرود را گشود تا ملوان آن دیدار را به نفع خود به پایان ببرد.
۱۷- در سال ۱۳۶۷ در لیگ گیلان دو تیم برابر هم صف آرایی کردند و جوان‌ترین سپیدرود تاریخ در رشت برابر ملوان قرار گرفت و دو تیم به تساوی یک بر یک رضایت دادند. برای سپیدرود ایرج عملی و برای ملوان محمد احمدزاده گلزنی کردند.
۱۸- بازی برگشت دو تیم در انزلی با تک گل غلام محمدوند با نتیجه یک بر صفر به سود ملوان خاتمه یافت و به مانند سایر بازی‌های دو تیم در دهه شصت بهمن صالح نیا و احمد صومی مربیان دو تیم بودند.
۱۹- سال ۱۳۶۸ هم سپیدرود و ملوان در سه بازی رسمی با هم رقابت کردند. بازی رفت لیگ گیلان را ملوان در انزلی با دو گل احمدزاده و حمید محمدیان در برابر تک گل حمیدرضا منصوری با نتیجه دو بر یک به سود خود تمام کرد.
1. در بازی برگشت لیگ گیلان بازهم ملوان بود که در رشت با دو گل احمدزاده و نادر عزت الهی (پدر سعید عزت الهی) فاتح دربی گیلان شد.
2. در همان سال در چارچوب سوپر جام گیلان در رشت دو تیم برابر هم قرار گرفتند که مسابقه با نتیجه یک بر یک به تساوی کشیده شد و محمد احمدزاده و حمیدرضا منصوری گل‌های دو تیم را به ثمر رساندند.

۲۲- سال ۱۳۶۹ تنها سالی بود که سپیدرود و ملوان به حکم شرایط آن روزهای فوتبال ایران ۴ بار برابر هم صف آرایی کردند. ابتدا در لیگ گیلان و در بازی رفت در انزلی با نتیجه ۲ بر یک به سود ملوان تمام شد و در حالی که سپیدرود با تک گل علی براری از میزبان جلو بود در نهایت ملوان توانست با دو گل محمد احمدزاده و حمید محمدیان به پیروزی برسد.
۲۳- در بازی برگشت لیگ گیلان در رشت سپیدرود با گل دقیقه ۵ سیاوش ناصح از ملوان پیش افتاد اما در دقیقه ۴۰ بازهم یک شوت از سیروس قایقران بازی را به تساوی کشاند. صالح نیا و صومی مربیان همیشگی دو تیم بر روی نیمکت بودند.
۲۴ و ۲۵- در همان سال در چارچوب لیگ منطقه‌ای که تیمسار نوآموز بدعت قرار داده بود در انزلی ملوان با دو گل احمدزاده و غلام محمدوند در برابر تک گل عیسی هاشمی سپیدرود را شکست داد و در رشت دو تیم با گل‌های سیاوش ناصح و محمد احمدزاده به تساوی یک بر یک دست پیدا کردند.
۲۶ و ۲۷- در سال ۱۳۷۰ دو تیم در لیگ گیلان در هر دو بازی رفت و برگشت به تساوی بدون گل رضایت دادند و نیاز به گفتن هم نیست که سرمربیان دو تیم همان همیشگی بودند!
۲۸- در سال ۱۳۷۱ این بار سپیدرود و ملوان در جام سوپرلیگ گیلان با هم مصاف دادند که در رشت ملوان با تک گل فاضل غدیری موفق شد سپیدرود را شکست دهد و نکته جالب این است که درون دروازه سپیدرود محسن سیدی مربی فعلی دروازه‌بان‌های سپیدرود ایستاده بود.
۲۹- در بازی برگشت دو تیم به تساوی ۱ – ۱ راضی شدند که سیاوش ناصح برای رشتی‌ها و حسین داوودی برای انزلی چی‌ها گلزنی کردند و حسن آذرنیا سرپرست فعلی تراکتورسازی عنوان سرمربیگری سپیدرود را برعهده داشت و بهمن صالح نیا هم سرمربی ملوان بود.
۳۰- سال ۱۳۷۲ در سوپر لیگ گیلان بازی رفت سپیدرود با دو گل حمید رستمی و ایرج خوالی در برابر تک گل عبدالله پندیدن برابر ملوان به برتری رسید. نکته جالب این بود که پندیدن آن سال از سپیدرود به ملوان رفته بود و موفق به گلزنی در برابر تیم سابق خود شد. البته پندیدن دوباره به سپیدرود برگشت و متأسفانه این هافبک تکنیکی و خوش نقش در یک بازی دوستانه برای سپیدرود در اردبیل در زمین فوتبال جان به جان آفرین تسلیم گفت.
۳۱- در بازی برگشت آن سال در انزلی ملوان توانست با دو گل ابراهیم بدپسند و پایان رأفت به برتری برسد.
۳۲- در سال ۱۳۷۴ در جام بین‌المللی خزر سپیدرود با مربیگری محمد احمدپور توانست با تک گل محمدرضا قلی پور ملوان را در رشت با سرمربیگری بهمن صالح نیا شکست دهد.
۳۳- در سال ۱۳۷۵ دو تیم پرهوادار شمالی در مسابقات بین‌المللی جام خزر برای دومین بار در برابر هم قرار گرفتند که در پایان ۱۲۰ دقیقه مسابقه را بدون گل تمام کردند و در ضربات پنالتی سپیدرود پیروز میدان شد.
۳۴- در سال ۱۳۸۹ در حالی که سپیدرود سال‌ها بود از سطح نخست فوتبال ایران فاصله گرفته بود پس از ۱۴ سال دو تیم در یک بازی رسمی در مرحله یک شانزدهم نهایی در جام حذفی در انزلی برابر ملوان قرار گرفت و ملوانان با دو گل اولادی در برابر تک گل میلاد گوهری سرخ پوشان رشتی را پشت سر گذاشتند. این مسابقه دومین تقابل دو تیم در جام حذفی بود.
۳۵- در سال ۱۳۹۵ در هفته چهارم لیگ دسته اول آزادگان در انزلی در شرایطی برابر هم قرار گرفتند که محسن ترکی با یک داوری بحث‌برانگیز دو پنالتی برای میزبان گرفت که هر دو را سید محمد حسینی دروازه‌بان سپیدرود مهار کرد و در ادامه علی نظرمحمدی و علی بهارمست سرمربی و سرپرست سپیدرود و محمد رستمی هافبک این تیم توسط داور از زمین اخراج شدند.
در دقایق پایانی حسین شنانی که امسال به سپیدرود پیوسته‌است، موفق شد تا با گل خود سند برتری ملوان برابر سپیدرودی که بیش از یک‌نیمه را ده نفره دنبال کرده بود، امضا کند.
۳۶- در همان سال و در بازی برگشت در روزی که بیش از ۲۵ هزار نفر پرجمعیت‌ترین دیدار تاریخ دو تیم را رقم زده بودند به تساوی یک بر یک رسیدند. حسین شنانی بازهم برای ملوان گلزنی کرد و میلاد قربانزاده تک گل رشتی‌ها را به ثمر رساند. مربی ملوان در دوبازی رفت و برگشت محمد مایلی کهن بود و نظرمحمدی سرمربی سپیدرود بود.
۳۷- در سال ۱۳۹۶ دو تیم بازهم در مرحله یک شانزدهم نهایی و برای سومین بار در ورزشگاه عضدی در حالی که نیم بیشتر سکوهایش به دلیل بازسازی خالی از هوادار شده بود، برابر هم قرار گرفتند و این بار سپیدرود در لیگ برتر حضور داشت و ملوان در لیگ دسته اول بازی می‌کرد. ملوان در پایان و پس از پایان وقت‌های اضافه با نتیجه ۳ بر ۱ پیروز شد.
۳۸- در سال ۱۳۹۷ دو تیم بازهم در مرحله یک شانزدهم نهایی و در ورزشگاه تختی بندر انزلی برابر هم قرار گرفتند و این بار هم سپیدرود در لیگ برتر حضور داشت و ملوان در لیگ دسته اول بازی می‌کرد. سپیدرود در پایان با تک گل محمد غلامی بازی را برد. سرمربی سپیدرود علی کریمی و سرمربی ملوان فرهاد پورغلامی بودند.
۳۹- در سال ۱۳۹۸ دو تیم در هفته ۱۱ لیگ آزادگان و در ورزشگاه تختی بندر انزلی برابر هم قرار گرفتند که این بازی با پیروزی ۲–۱ ملوان همراه بود. زنندگان گل‌های ملوان مهیار زحمتکش و هادی حبیب‌نژاد و زننده تک‌گل سپیدرود مهیار نوری بود. سرمربی سپیدرود علی نظرمحمدی و سرمربی ملوان محمد احمدزاده بودند.
۴۰- در سال ۱۳۹۹ دو تیم در هفته ۲۸ لیگ آزادگان و در ورزشگاه سردار جنگل رشت برابر هم قرار گرفتند که این بازی با تساوی ۱–۱ دو تیم همراه بود. زننده گل ملوان محمدعلی اکبرخواه و زننده گل سپیدرود بابک عبدالله‌زاده بود. سرمربی سپیدرود مهدی پاشازاده و سرمربی ملوان اکبر میثاقیان بودند. این بازی به دلیل شیوع ویروس کرونا در ایران بدون تماشاگر برگزار شد.
۴۱- در سال ۱۴۰۱ دو تیم در دیداری دوستانه در ورزشگاه سردار جنگل رشت روبروی یکدیگر صف آرایی کردند که ملوانان با نتیجه ۲-۰ فاتح این دیدار در رشت شدند.
۴۲- در سال ۱۴۰۲ دو تیم در دیداری در ورزشگاه سردار جنگل رشت به مصاف یکدیگر رفتند که ملوانان بدلیل اینکه روز قبل در لیگ برتر به میدان رفته بودند با تیم دوم و ذخیره های خود به مصاف سپیدرود رفتند که که با نتیجه سنگین ۴-۰ سپیدرود را در رشت شکست دادند.

#### رویارویی‌های داماش و ملوان از سال ۱۳۷۰
| #  | داماش گیلان و ملوان انزلی | داماش گیلان                  | ملوان                                                  | ورزشگاه                | مسابقات        |
| -- | ------------------------- | ---------------------------- | ------------------------------------------------------ | ---------------------- | -------------- |
| ۱  | ۲–۱ داماش                 |                              |                                                        | ورزشگاه تختی انزلی     | آزادگان سال ۷۰ |
| ۲  | ۳–۲ داماش                 |                              |                                                        | ورزشگاه تختی انزلی     | آزادگان سال ۷۶ |
| ۳  | ۲–۱ ملوان                 | آتیلا حجازی (۴۵)             | بیژن حسینی (۳۵)، سید مهدی حسینی (۷۲)                   | ورزشگاه عضدی رشت       | لیگ برتر ۱     |
| ۴  | ۱–۲ ملوان                 | رحمت فیضی مقدم(۱۴)           | پژمان نوری (۴۵)، (۳)                                   | ورزشگاه تختی انزلی     | لیگ برتر ۱     |
| ۵  | ۲–۲                       | سلامی بخش (۲۳)، یورکوویچ(۷۸) | اشجاری (۲۰)، حسینی (۲۸)                                | ورزشگاه عضدی رشت       | لیگ برتر ۴     |
| ۶  | ۰–۳ ملوان                 | -                            | قربانی (۴۴٬۵۵)، غلامین (۷۹)                            | ورزشگاه تختی انزلی     | لیگ برتر ۴     |
| ۷  | ۰–۰                       | -                            | -                                                      | ورزشگاه عضدی رشت       | لیگ برتر ۷     |
| ۸  | ۱–۱                       | حسین ابراهیمی (۸)            | مازیار زارع (۲۸)                                       | ورزشگاه تختی انزلی     | لیگ برتر ۷     |
| ۹  | ۱–۲ ملوان                 | آدریانو آلوز (۸۵)            | مهران جعفری (۶۰)، جلال رافخایی (۶۸)                    | ورزشگاه عضدی رشت       | لیگ برتر ۸     |
| ۱۰ | ۱–۱                       | افشین چاوشی (۸۲)             | جلال رافخایی (۹۰)                                      | ورزشگاه تختی انزلی     | لیگ برتر ۸     |
| ۱۱ | ۰–۱ داماش                 | جهانگیر عسگری (۲۴)           | -                                                      | ورزشگاه تختی انزلی     | لیگ برتر ۱۱    |
| ۱۲ | ۰–۰                       | -                            | -                                                      | ورزشگاه عضدی رشت       | لیگ برتر ۱۱    |
| ۱۳ | ۰–۰                       | -                            | -                                                      | ورزشگاه عضدی رشت       | لیگ برتر ۱۲    |
| ۱۴ | ۳–۱ ملوان                 | سعید حلافی (۹۷)              | جلال رافخایی (۹۴٬۱۰)، محمد نزهتی (۷۷)                  | ورزشگاه تختی انزلی     | لیگ برتر ۱۲    |
| ۱۵ | ۰–۱ ملوان                 | -                            | سعید سالار زاده (۶۷) -                                 | ورزشگاه تختی انزلی     | لیگ برتر ۱۳    |
| ۱۶ | ۳–۰ ملوان                 | -                            | جلال رافخایی (۲۲)، سیامک کوروشی (۲۹)، شاهین ثاقبی (۸۳) | ورزشگاه عضدی رشت       | لیگ برتر ۱۳    |
| ۱۷ | ۱–۱                       | جابر نصیری (۹۰)              | علی امیری (پنالتی - ۵۸)                                | ورزشگاه تختی انزلی     | لیگ آزادگان ۱۹ |
| ۱۸ | ۰–۰                       |                              |                                                        | ورزشگاه سردار جنگل رشت | لیگ آزادگان ۱۹ |

#### رویارویی‌های داماش و سپیدرود از سال ۱۳۹۸
| # | داماش گیلان و سپیدرود رشت | داماش گیلان                                | سپیدرود رشت             | ورزشگاه                | مسابقات        |
| - | ------------------------- | ------------------------------------------ | ----------------------- | ---------------------- | -------------- |
| ۱ | ۲–۱ داماش                 | میعاد یزدانی (۸)، محمد رستمی (پنالتی - ۸۳) | محمدرضا زینال خیری (۶۲) | ورزشگاه سردار جنگل رشت | لیگ آزادگان ۱۹ |
| ۱ | ۰–۱ سپیدرود               |                                            | میلاد احمدی (۶۷)        | ورزشگاه سردار جنگل رشت | لیگ آزادگان ۱۹ |

## آمار دربی
داماش (استقلال رشت - پگاه) در ادوار مختلف لیگ برتر با مربیانی مثل ناصر حجازی، اصغر شرفی، مجید جهانپور، نادر دست نشان، ابراهیم قاسمپور، مهدی تارتار، حمید درخشان، افشین ناظمی مقابل ملوان حاضر شده‌است که در این سال‌ها با مربیانی مثل احمدزاده، صالح نیا، ایراندوست، پور غلامی و البته دراگان اسکوکیچ مقابل همتای رشتی قرار گرفته‌است. سابقه بازی‌های این دو تیم را بخوانید:
حاصل دیدارهای ملوان مقابل داماش، ۳۷ بازی است که ۱۲ برد سهم ملوانان، ۱۶ تساوی و ۹ برد نیز سهم داماشی‌ها بوده‌است. ۷۰بار هم توپ از روی خط دروازه‌ها گذشته‌است که سهم گل زده ملوانان ۴۱ گل و سهم داماشی‌ها ۲۹ گل بوده‌است.
حاصل دیدارهای ملوان مقابل سپیدرود، ۳۰ بازی است که ۱۴ برد سهم ملوانان، ۱۰ تساوی و ۶ برد نیز سهم سپیدرودی‌ها بوده‌است. ۶۰ بار هم توپ از روی خط دروازه‌ها گذشته‌است که سهم گل زده ملوانان ۳۵ گل و سهم سپیدرودی‌ها ۲۵گل بوده‌است.
حاصل دیدارهای داماش مقابل سپیدرود، ۲بازی است که ۱ برد سهم داماشی‌ها، ۰ تساوی و ۱ برد نیز سهم سپیدرودی‌ها بوده‌است. ۴ بار هم توپ از روی خط دروازه‌ها گذشته‌است که سهم گل زده داماشی‌ها ۲ گل و سهم سپیدرودی‌ها ۴ گل بوده‌است. دو تیم بازی رسمی در لیگ یک (جام آزادگان سال ۱۳۹۸–۱۳۹۹) به صورت رفت و برگشت انجام داده‌اند که یک بازی ۲ بر ۱ به سود داماش و بازی رسمی دیگر ۱ بر ۰ به سود سپیدرود به پایان رسیده‌است

### جدول کل بازی‌ها برحسب امتیاز
| جایگاه | نام     | بازی | برد | تساوی | باخت | گل زده | گل خورده | تفاضل گل | امتیاز |
| ------ | ------- | ---- | --- | ----- | ---- | ------ | -------- | -------- | ------ |
| ۱      | ملوان   | ۶۷   | ۲۶  | ۲۶    | ۱۵   | ۷۶     | ۵۴       | +۲۲      | ۱۰۴    |
| ۲      | سپیدرود | ۳۰   | ۶   | ۱۰    | ۱۴   | ۲۵     | ۳۵       | -۱۰      | ۲۸     |
| ۳      | داماش   | ۳۷   | ۹   | ۱۶    | ۱۲   | ۲۹     | ۴۱       | -۱۲      | ۴۳     |

### جدول کل بازی‌ها برحسب ٪ برد
| جایگاه | نام     | بازی | برد | تساوی | باخت | گل زده | گل خورده | تفاضل گل | ٪ برد |
| ------ | ------- | ---- | --- | ----- | ---- | ------ | -------- | -------- | ----- |
| ۱      | ملوان   | ۶۷   | ۲۶  | ۲۶    | ۱۵   | ۷۶     | ۵۴       | +۲۲      | ۳۸/۸۰ |
| ۲      | داماش   | ۳۷   | ۹   | ۱۶    | ۱۲   | ۲۹     | ۴۱       | -۱۲      | ۲۴/۳۲ |
| ۳      | سپیدرود | ۳۰   | ۶   | ۱۰    | ۱۴   | ۲۵     | ۳۵       | -۱۰      | ۲۰    |

### جدول بازی‌های داماش–ملوان
| جایگاه | نام   | بازی | برد | تساوی | باخت | گل زده | گل خورده | تفاضل گل | امتیاز |
| ------ | ----- | ---- | --- | ----- | ---- | ------ | -------- | -------- | ------ |
| ۱      | ملوان | ۳۷   | ۱۲  | ۱۶    | ۹    | ۴۱     | ۲۹       | +۱۲      | ۵۲     |
| ۲      | داماش | ۳۷   | ۹   | ۱۶    | ۱۲   | ۲۹     | ۴۱       | -۱۲      | ۴۳     |

### جدول بازی‌های سپیدرود–ملوان (بازی‌های رسمی)
| جایگاه | نام     | بازی | برد | تساوی | باخت | گل زده | گل خورده | تفاضل گل | امتیاز |
| ------ | ------- | ---- | --- | ----- | ---- | ------ | -------- | -------- | ------ |
| ۱      | ملوان   | ۴۰   | ۱۶  | ۱۶    | ۸    | ۳۵     | ۲۵       | +۱۰      | ۵۲     |
| ۲      | سپیدرود | ۴۰   | ۸   | ۱۶    | ۱۶   | ۲۵     | ۳۵       | -۱۰      | ۲۸     |

### جدول بازی‌های داماش–سپیدرود (بازی‌های رسمی-ازسال۹۸ تاکنون)
| جایگاه | نام     | بازی | برد | تساوی | باخت | گل زده | گل خورده | تفاضل گل | امتیاز |
| ------ | ------- | ---- | --- | ----- | ---- | ------ | -------- | -------- | ------ |
| ۱      | داماش   | ۲    | ۱   | ۰     | ۱    | ۲      | ۲        | ۰        | ۳      |
| ۲      | سپیدرود | ۲    | ۱   | ۰     | ۱    | ۲      | ۲        | ۰        | ۳      |

### جدول بازی‌ها با احتساب داماش و سپیدرود در قالب یک تیم در برابر ملوان
| جایگاه | نام             | بازی | برد | تساوی | باخت | گل زده | گل خورده | تفاضل گل | امتیاز |
| ------ | --------------- | ---- | --- | ----- | ---- | ------ | -------- | -------- | ------ |
| ۱      | ملوان           | ۶۷   | ۲۶  | ۲۶    | ۱۵   | ۷۶     | ۵۴       | +۲۲      | ۱۰۴    |
| ۲      | داماش و سپیدرود | ۶۷   | ۱۵  | ۲۶    | ۲۶   | ۵۴     | ۷۶       | -۲۲      | ۷۱     |

## مقایسه عملکرد
چنانچه بخواهیم تیمهای ال گیلانو را خارج از نتایج رو در رو در تراز مقایسه قرار دهیم از نظر آشنایی مردم در ایران تقریباً به یک اندازه شناخته شده نیستند. سپیدرود فاتح تورنمنت جام طلایی آقاخان در بنگلادش بوده و با 56سال ریشه و هویت واقعی در جمع 10 تیم قدیمی و زنده فوتبال ایران جا دارد . تیم فوتبال داماش به عنوان دیگر تیم رشتی در سال هایی که هنوز در حیات فوتبالی خود به سر می برد به لطف امکانات مناسب و مالک متمولی چون امیرمنصور آریا و همچنین با بستن یک تیم پرستاره توانست در لیگ برتر فوتبال ایران رتبه هفتمی را بدست آورد و هوادارانش حتی این روزها که دیگر داماشی وجود ندارد به آن افتخار می کنند. لازم به ذکر است که تیم فوتبال داماشیان رشت با سابقه تاسیس حدود 4ساله می کوشد تا باری دیگر نام داماش را در فوتبال گیلان احیا کند.
وقتی به سراغ ملوان دیگر ضلع مثلث ال گیلانو می‌رویم تا با دو ضلع دیگر مقایسه کنیم با شرایط کاملاً متفاوتی مواجه می‌شویم. ملوان از دو تیم دیگر آنقدر فاصله گرفت تا به جایگاه بزرگان فوتبال کشور رسید. در دهه شصت خورشیدی در ایران فقط یک جام برگزار می‌شد و هر کشور فقط یک نماینده به آسیا گسیل می‌داشت. در چنین شرایطی در سال ۱۳۶۵ ملوان به تنهایی بر بام فوتبال کشور ایستاد و قهرمان ایران شد. ملوان تنها نماینده ایران در جام باشگاه‌های آسیا ۱۹۸۶ بود و بهترین تیم مرحله اول شد و قهرمان منطقه غرب آسیا لقب گرفت. ملوانان در سال ۱۳۶۹ با سومین قهرمانی خود در ایران برای بار دوم حضور در جام باشگاه های آسیا را تجربه کردند که در مسابقه نیمه نهایی بازی را واگذار کردند و از حضور در فینال آسیا باز ماندند. ملوانان دو بار جایگاه سوم لیگ فوتبال ایران را به‌دست آوردند و دو بار هم قهرمان لیگ یک(جام آزادگان) شدند. این تیم هفت بار در فینال جام حذفی فوتبال ایران حضور داشته که حاصل آن سه قهرمانی و چهار نایب قهرمانی است. پنج جام قهرمانی در ویترین افتخارات ملوان باعث شد فاصله زیادی با دو رقیب هم استانی ایجاد شود.